# Cratere Fenagh
Fenagh  è un cratere sulla superficie di Marte.